# Fiscaglia
Fiscaglia är en kommun i provinsen Ferrara i regionen Emilia-Romagna i Italien. Kommunen hade 8 788 invånare (2018).
Kommunen bildades den 1 januari 2014 genom en sammanslagning av de tidigare kommunerna Massa Fiscaglia, Migliarino och Migliaro.